# نهائي كأس أوكرانيا 1996
نهائي كأس أوكرانيا 1996 هي المباراة النهائية من منافسة كأس أوكرانيا 1995–96، أقيمت المباراة في 26 مايو 1996، في مجمع أولمبيسكي الوطني الرياضي، بين فريقي دينامو كييف، وFC Nyva Vinnytsia ‏، وفاز فيها دينامو كييف، بعد أن هزم FC Nyva Vinnytsia ‏، بنتيجة 2 - 0، وحضر المباراة 47000 شخصاً.

## تفاصيل المباراة
لعبت المباراة النهائية في 26 مايو 1996.
| دينامو كييف | 2 -0 | No ID |
| ----------- | ---- | ----- |
|             |      |       |